# 冰人 (法国科幻小说)
《冰人》（法語：La Nuit des temps，本意为“远古时代”）是法国科幻小说作家勒内·巴雅韦尔在1968年发表的著名科幻小说。中文版有彭力群的译本，翻译为《冰人》，可见是译自英文版。与另外两篇优秀的科幻小说：《六只纸质十字架》（[苏] 罗·列昂尼德夫 著 张雷莉 译）、《神圣的梦》（[英] 彼德·菲利浦斯 著 张洁　译）一起结集出版。是河南出版社出版的《科幻小说译丛》系列丛书的一本。

## 故事大纲
法国的极地勘测队在南极洲发现了厚厚冰层下有90万年前的古代文明的废墟发出的信号，法国政府随即向世界公布了这个消息。各国选出顶尖科学家和工程师们组成了发掘组。他们发掘出了一个巨大的金球，里面有两个被冰冻的人，一男一女。女人埃莉（Éléa）先被复活，通过古文明仪器将回忆成像，告诉人们90万年前地球上存在着一个科技水平远高于今天的文明世界，当时的两个超级大国Enisoraï（埃尼索）和Gondawa（贡达瓦）爆发终极战争，贡达瓦最杰出的科学家科班（Coban）建立了这个掩蔽所，希望在战争毁灭一切之后重建文明，他选中了埃莉作为苏醒后的伴侣，虽然埃莉已经有了自己的爱人佩肯（Païkan）。然后科学家希望复活被认为是科班男人（实际上正是佩肯，他打倒了科班，进入掩蔽所休眠，但埃莉已经休眠，所以并不知道）以恢复当年的文明。但佩肯在冷冻休眠之前受伤，而且也没有服用宇宙浆液，生命垂危。科学家需要埃莉的血液，但埃莉但已决心于科班同归于尽，于是服下了毒药，却杀死了自己的爱人和自己。与此同时，各种势力为得到遗址里面的先进科技明争暗斗，最终古代文明的掩蔽所被核爆炸摧毁。故事中还穿插了医生西蒙对埃莉的爱情。

## 小说中的元素

想象中的佐兰方程

### 90万年前的文明格局
90万年前的世界有两个超级大国Gondawa（贡达瓦）和Enisoraï（埃尼索），他们相互敌对。大多数其他的弱小的国家依附于这两个超级大国寻求保护。贡达瓦和埃尼索都掌握了当时的最高技术：佐兰方程（Zoran's Equation）。它用普通的方式可以被解读成为“不存在的物质存在”。佐兰方程使人们可以利用宇宙能量，从虚无中提取能量和创造物质，因此有了无穷无尽的能源来驱动机械，可以凭空制造物质，比如食物和武器。当时的人们使用能量打击武器。他们将核武器命名为“地球炸弹”，并制造了威力远远超过核武器的“太阳武器”。

### 贡达瓦
贡达瓦的社会相当于共产主义：几乎不存在私有制。一切由中央电脑分配，工厂建成后可以自动工作，能量来源于佐兰方程。公民每隔五天需要工作半天，就可以获得足够的配给来生活、娱乐、旅游等，不工作也能得到足够生活的配给。到年末用不完的配给会消失，社会没有贫富差距。食物也不再是肉类或是蔬菜，而是来源于食物机器产生的高营养的小球，几粒就可以维持一天生活。
每个公民在7岁时被赋予钥匙（一个金字塔形的戒指），钥匙可以随着身体生长，是每个公民的身份证明。凭借钥匙的身份验证信息，人可以得到各种资源，没有钥匙则寸步难行。中央电脑也会在孩子7岁时找出最合适伴侣组合，双方一起长大，最终成为夫妻。同时钥匙可以避孕，只有当男女双方都取下钥匙结合，他们才能孕育出下一代。
社会仍然存在阴暗面，偷渡者或被议会抹去身份的人没有钥匙，只能生活在都市繁华的街道下面，平时靠乞讨和烤地下道中小鸟为生。
代表贡达瓦最高研究水平的“大学”是高于政府和军队的机构，有自己的经费、军队。大学里最优秀的科学家是科班，他也是最有权威的人。他研制出了宇宙浆液可以让人青春永驻，但最后一战使得已经没有时间把浆液分发给所有人。
“平衡”是贡达瓦的主旨。贡达瓦的人口比埃尼索少很多，不超过一亿。贡达瓦的领土在南极洲陆，当时的南极洲位于赤道附近。埃尼索发动的第二次战争（核战）后贡达瓦的地面城市被完全摧毁。由于每个城市的地底都有防核的避难所，贡达瓦在战争中的人力损失较小。贡达瓦的议会认为战争的阴影还没有散去，于是转为扩建地底的避难所成为在巨大的地下城市。
他们使用的单人武器称为G武器，像一个不完整的手套，弯曲手指即可发出能量击倒或击溃敌人。在最后一战前所有人都被分发了G武器和毒药。核武器——“地球炸弹”——在第三次战争后被禁止使用。贡达瓦为了威慑敌人发展了“太阳武器”，威力之大，甚至没有进行实验。然而埃尼索仍然发起了战争，于是太阳武器发射，文明被毁灭，地轴偏转，南极洲到了今天的位置，使得掩蔽所被冰雪掩埋，一直没有苏醒。

### 埃尼索
在书中作为敌对国家出现，领土和人口是贡达瓦的3-4倍，位置在现在的南北美洲和大西洋的一部分，同样掌握佐兰方程的技术。强调“战争、扩张和征服”。社会结构类似蚂蚁部族的生存模式：家庭的观念不存在，男人和女人一起工作，但是没有家庭生活，一年中只有在云霄节这一天全民交配一次，孕期可以由雌性决定延长到三倍时间，产生的后代由国家统一抚养。不断发起侵略战争，在最后一战中被“太阳武器”毁灭。

## 选段
Je suis entré, et je t'ai vue.
Et j'ai été saisi aussitôt par l'envie furieuse, mortelle, de chasser, de détruire tous ceux qui, la, derrière moi, derrière la porte, dans la Sphère, sur la glace, devant leurs écrans du monde 
entier, attendaient de savoir et de voir. Et qui allaient TE voir, comment je te voyais.
Et pourtant, je voulais aussi qu'ils te voient. Je voulais que le monde entier sut combien tu étais, merveilleusement, incroyablement, inimaginablement belle.
Te montrer a l'univers, le temps d'un éclair, puis m'enfermer avec toi, seul, et te regarder pendant l'éternité.
我走进去，然后，我看到了你。
同一时刻，我被这致命的狂怒包围了，想要去摧毁所有在我身后，在这门后，在这球体之外，在冰上，在电视机前，等着去了解去看的人。因为他们，会看到你，就像我此时这么看着你一样。
可我又希望他们能够看到你。我想要全世界的人都知道，你是这么完美的，不可思议的，无法让人想象的，美丽。
但仅仅让他们看一眼而已，然后我要把我和你关在一起，就只有我们，我就这样看着你，直到永远。
（此译文不出自到2009年为止任何《冰人》的中文译本，为维基编辑者所翻译）

## 创作背景与评价
小说最初是作为科幻剧本创作的，因此小说有很强的镜头感和画面感。但当时并未拍摄。
曾经是热卖的畅销小说，作者优美的文字与奇妙的情节让人印象深刻，也体现了作者的反战思想。小说中写的学生游行示威，应该是呼应那一年的法国五月风暴学生示威游行。文章里的两个超级大国之间的对立很难不使人想到二战后美苏两个超级大国之间的对立、军备竞赛和核威慑，还有1962年发生的古巴导弹危机等事件。两个超级大国之间的战争最终导致整个文明的毁灭也是对当今世界的警告。
文中似有种族歧视的语句。作者曾提到黑人来自于火星，首先到达地球的黑人是被Gondawa,Ensorai的掠夺船队强行押回的。在剧情上这样的描述并不必要，这种地球上不存在黑人的论调让人有些震惊。

## 技术观点
作者在这篇1968年的小说中提出了很多超前的科学概念，如计算机、分布式计算，有些现在已经被实现。

### INTERNET
书中提到了全球计算机联网的模型，由大学、研究中心、大型企业的局域网络组成。

### 卫星通讯
书中提到全球的观众通过卫星电视来关注整个事件。

### 无线网络
极地发掘组的翻译机器的计算分析部分通过无线的卫星连接， 接受全球计算机通过网络传送来得计算结果。

### 分布式计算
这是最让人惊异的概念，作品中说：“所有愿意伸出援助之手的人们的计算机都参与了计算工作，在任两个程序运行的间隙。”这恰恰是目前PS3所支持的Folding@home项目的描述。利用全球的所有的小型计算机和重型计算机通过网络来进行计算的理念是革命性的。

### 多线程系统
如何能让一个运算夹在两个程序运行的间隙？唯一可能性就是Multi-Threading，多计算机进程，也就是所有当代操作系统的基础，没有多线程的管理系统，就无法同时运行两个以上的程序。

### 个人信息管理系统
中央电脑储存了所有人的信息，每个人都有身份识别码。